# NGC 7132
NGC 7132 (również PGC 67349) – galaktyka spiralna (Sc), znajdująca się w gwiazdozbiorze Pegaza. Odkrył ją Lewis A. Swift 18 października 1884 roku.